# Калатравський орден
Калатра́вський о́рден (ісп. Orden de Calatrava) — іспанський католицький військово-чернечий орден. Заснований 1157 року цистерціанцями в Калатраві, Кастилії. Затверджений 1164 року папою Олександром III. Секуляризований Ізабеллою II, припинив існування у 1838 році. Дочірня португальська гілка отримала назву Авіського ордену.

## Історія

### Заснування

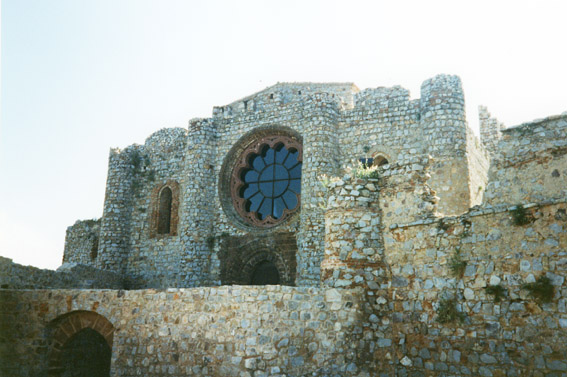
Церква фортеці Калатрава-ла-Нуева

У 1150 році король Альфонсо Імператор звільнив місто Калатраву, віддавши наказ архієпископові Толедо переробити головну мечеть в церкву і освятити її. Захист міста король доручив лицарям-тамплієрам. Проте після смерті Альфонсо мусульмани посилили тиск на місто. Абд аль-Мумін готувався перекинути всю християнську лінію оборони на Гвадіані. Сумніваючись в своїх можливостях утримати місто, тамплієри передають Калатраву королю Кастилії Санчо III.
Ситуація складалася важка. У разі втрати Калатрави арабська загроза нависала безпосередньо над Толедо і над всіма завоюваннями Альфонсо VII. Король Санчо скликав раду дворян, серед яких знаходилися дон Раймундо, абат Санта-Марії Фітеро, і чернець з Бургоса Дієго Веласкес, дворянин, учасник походів короля Альфонсо. На тлі загального мовчання Веласкес виступив з палкою промовою про необхідність посилення боротьби з невірними, в кінці якої попросив короля Кастилії доручити йому захист міста від мусульман. Те, що він просив, багатьом здавалася божевіллям.
Проте 1 січня 1157 року в місті Альмасан король Санчо III, син Альфонсо VII, підписав документ вічного дарування міста і фортеці Калатрава Ордену цистерціанців, представленому в особі абата Раймундо і всіх його ченців, для того, щоб вони захищали Калатраву від мусульман.
Підтвердили дарування король Наварри, декілька графів, магнатів і прелати. Пізніше Санчо III подарував Ордену Калатрава, називаючи його вже цим іменем, село Сирухалес, біля Толедо, на знак подяки за захист Калатрави.
За короткий час дон Раймундо і його капітан, дон Дієго Веласкес, сформували бойові сили ордену з численних лицарів, що стікалися зі всієї Іспанії для боротьби з арабами. Лицарі швидко примусили арабів зважати на них.

### Перші магістри ордену
Після смерті Дієго Веласкеса лицарі ухвалили рішення вибрати магістра Ордену. Першим магістром Калатрави став дон Гарсіа, що зафіксували документи в 1164 році. Він встановив правила і розпорядок життя в Ордені.
Наступним магістром став дон Фернандо Ескаса, життя якого пройшло в битвах з мусульманами. При ньому Орден став значною військовою силою. Лицарі знаходяться в передових рядах християнських армій. У Кастилії вони беруть участь в завоюванні міста Куенки. У Арагоні — в узятті міста Альканьїс.

### Військова діяльність ордену
Орден викликав ненависть мусульман, і арабський командир Альманзор з сильним загоном обложив Калатраву і після недовгої облоги узяв фортецю. Всі захисники були перебиті. Із залишками лицарів магістр дон Нунйо Перес атакував і захопив фортецю Сальват'єрра, перетворивши її на орденську цитадель.

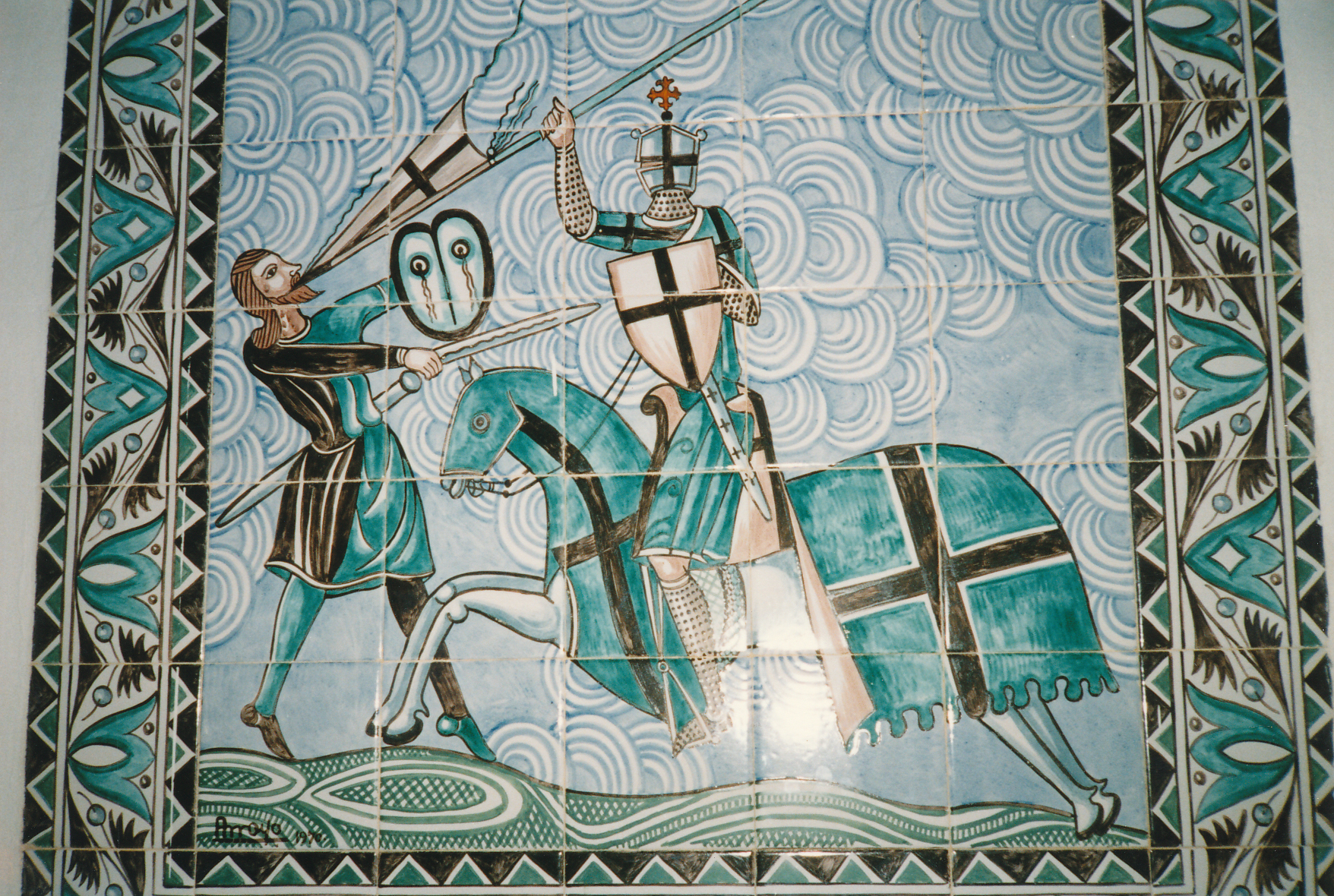
Лицар Калатрави вбиває свого ворога.

Незабаром Орден зміг відновити свої сили і в 1212 році взяв участь у битві в Лас Навас де Толоса, де його магістр дон Руї Діас бився в перших рядах християнської армії і отримав важке поранення в руку.
У подальші роки Орден Калатрава відвоював у мусульман багато фортець і міст та переніс свою ставку з долини Толедо до гір С'єрра-Морена. У місті Сальват'єрра лицарі заснували новий монастир, який вони назвали Калатрава на згадку про фортецю на Гвадіані.
У 1227 році лицарі складають авангард армії Фернандо III при облозі Баєси і в 1236 при узятті Кордови.
До XIV століття орден придбав таку силу і вплив, що королі стали побоюватися його могутності і наполягли, щоб вибір магістра Ордену проходив за участю кастильського короля. Після заборони і ліквідації ордену тамплієрів папа передав все його кастильське майно Калатраві.
В День усіх святих в 1397 році авіньйонський папа Бенедикт XIII за пропозицією магістра дона Гонсало Нун'єса затвердив герб Ордену.

### Ліквідація ордену
У XV столітті Орден Калатрава вже мав численних васалів по всій Іспанії і не стільки займався участю в Реконкісті, скільки втручанням в різні конфлікти між християнськими государями.
Таке положення не влаштовувало Католицьких королів і після смерті магістра дона Гарсія Лопеса де Паділ'ї Фернандо і Ізабелла заборонили лицарям вибирати нового магістра і приєднали володіння Ордену до Корони.

## Битви
- 1195: битва при Аларкосі